# Amos Anderson
Amos Valentin Anderson, född 3 september 1878 i Kimito, död 2 april 1961 i Dragsfjärd, var en finländsk tidningsägare och riksdagsman för Svenska Folkpartiet.

## Biografi
Amos Anderson växte upp i ett jordbrukarhem i byn Brokärr på västra delen av Kimitoön. Han utbildade sig till merkonom och arbetade sig från enkla förhållanden upp till att bli en av de mest inflytelserika industriledarna i Finland under första hälften av 1900-talet.
Anderson var verksam i styrelserna för flera banker och försäkringsbolag, men utförde sin främsta gärning som tidningsman, framför allt som förläggare för Hufvudstadsbladet där han även var chefredaktör 1928–36 och som konstmecenat. Han tilldelades också en hedersdoktorstitel av Åbo Akademi 1948.
Hans kvarlåtenskap omfattar främst hans konstsamling som förvaltas av Amos Andersons konstmuseum och hans lantställe, Söderlångviks gård, vilka är öppna för allmänheten. Anderson var inte gift och efterlämnade inga arvingar, utan testamenterade sin förmögenhet till Föreningen Konstsamfundet, som alltså äger hans affärsimperium med fastigheter, förlag och museum.
Mona Mårtenson tillbringade under en lång följd av år somrarna tillsammans med Amos Anderson på Söderlångvik. Monastigen på Söderlångvik är namngiven efter henne.